# Frank McDonald
Frank McDonald (Baltimora, 9 novembre 1889 – Oxnard, 8 marzo 1980) è stato un regista statunitense.

## Biografia
Lavora come ferroviere prima di approdare al cinema come direttore dei dialoghi a metà degli anni trenta. Subito dopo inizia a lavorare come regista spaziando per diversi generi, dal western, ai film di guerra, al poliziesco, all'avventura. Forse più attento alla quantità che alla qualità firma più di ottanta opere in poco più di 16 anni di carriera. Nel 1952 comincia a lavorare per la tv e lì rimarrà, salvo qualche altro saltuario film, fino al 1962 girando episodi per telefilm di genere western e per la serie tv Get Smart piuttosto nota nell'America di quegli anni. Nel 1962 si ritira dalle scene.

## Filmografia

### Cinema
- Broadway Hostess (1935)
- The Murder of Dr. Harrigan (1936)
- La montagna incatenata (Boulder Dam) (1936)
- Treachery Rides the Range (1936)
- Murder by an Aristocrat (1936)
- The Big Noise (1936)
- The Song of a Nation (1936)
- Love Begins at Twenty (1936)
- L'isola della furia (Isle of Fury) (1936)
- Smart Blonde (1937)
- Tradimento (Her Husband's Secretary) (1937)
- Midnight Court (1937)
- Il tesoro del dirigibile (Fly Away Baby) (1937)
- Dance Charlie Dance (1937)
- The Adventurous Blonde (1937)
- Blondes at Work (1938)
- Reckless Living (1938)
- Muraglia inviolabile (Over the Wall) (1938)
- Freshman Year (1938)
- Flirting with Fate (1938)
- Prima colpa (First Offenders) (1939)
- They Asked for It (1939)
- Death Goes North (1939)
- Jeepers Creepers (1939)
- Village Barn Dance (1940)
- Rancho Grande (1940)
- In Old Missouri (1940)
- Gaucho Serenade (1940)
- Grand Ole Opry (1940)
- Carolina Moon (1940)
- Ride, Tenderfoot, Ride (1940)
- Barnyard Follies (1940)
- Arkansas Judge (1941)
- Country Fair (1941)
- Under Fiesta Stars (1941)
- Flying Blind (1941)
- Tuxedo Junction (1941)
- No Hands on the Clock (1941)
- Shepherd of the Ozarks (1942)
- The Old Homestead (1942)
- Wildcat (1942)
- Wrecking Crew (1942)
- The Traitor Within (1942)
- Mountain Rhythm (1943)
- High Explosive (1943)
- Swing Your Partner (1943)
- Alaska Highway (1943)
- Submarine Alert (1943)
- Hoosier Holiday (1943)
- O, My Darling Clementine (1943)
- Timber Queen (1944)
- Gambler's Choice (1944)
- Take It Big (1944)
- Sing, Neighbor, Sing (1944)
- Lights of Old Santa Fe (1944)
- One Body Too Many (1944)
- Bells of Rosarita (1945)
- Scared Stiff (1945)
- The Chicago Kid (1945)
- Man from Oklahoma (1945)
- Tell It to a Star (1945)
- Along the Navajo Trail (1945)
- Sunset in El Dorado (1945)
- Song of Arizona (1946)
- Rainbow Over Texas (1946)
- Trigger il cavallo prodigio (My Pal Trigger) (1946)
- Under Nevada Skies (1946)
- Sioux City Sue (1946)
- Hit Parade of 1947 (1947)
- Twilight on the Rio Grande (1947)
- Bulldog Drummond Strikes Back (1947)
- When a Girl's Beautiful (1947)
- Linda Be Good (1947)
- 13 Lead Soldiers (1948)
- Mr. Reckless (1948)
- French Leave (1948)
- Gun Smugglers (1948)
- The Big Sombrero (1949)
- Vendetta sul ring (Ringside) (1949)
- Apache Chief (1949)
- Snow Dog (1950)
- Call of the Klondike (1950)
- Mani insanguinate (Sierra Passage) (1950)
- Texans Never Cry (1951)
- Father Takes the Air (1951)
- Yukon Manhunt (1951)
- Yellow Fin (1951)
- Northwest Territory (1951)
- Sea Tiger (1952)
- Yukon Gold (1952)
- The Ghost of Crossbones Canyon (1952)
- The Yellow Haired Kid (1952)
- Il terrore del Golden West (Son of Belle Starr) (1953)
- Border City Rustlers (1953)
- Secret of Outlaw Flats (1953)
- Six Gun Decision (1953)
- Two Gun Marshal (1953)
- Il passo dei Comanches (Thunder Pass) (1954)
- Marshals in Disguise (1954)
- Outlaw's Son (1954)
- Trouble on the Trail (1954)
- The Two Gun Teacher (1954)
- Il tesoro della montagna rossa (Treasure of Ruby Hills) (1955)
- The Big Tip Off (1955)
- The Matchmaking Marshal (1955)
- Phantom Trails (1955)
- The Titled Tenderfoot (1955)
- Timber Country Trouble (1955)
- Le imprese di una spada leggendaria (1958)
- Mantelli e spade insanguinate (1959)
- Guerra di gangster (The Purple Gang) (1959)
- Raymie (1960)
- The Underwater City (1962)
- Mara of the Wilderness (1965)

### Televisione
- Le avventure di Rex Rider (The Range Rider) – serie TV, 10 episodi (1951-1953)
- Death Valley Days – serie TV (1952)
- Man Against Crime – serie TV, 4 episodi (1953)
- Four Star Playhouse – serie TV, 3 episodi (1954)
- Le avventure di Gene Autry (The Gene Autry Show) – serie TV, 16 episodi (1950-1954)
- Wild Bill Hickok (Adventures of Wild Bill Hickok) – serie TV, 41 episodi (1951-1955)
- The Whistler – serie TV, 2 episodi (1954)
- Sheena: Queen of the Jungle – serie TV, un episodio (1955)
- I tre moschettieri – serie TV (1956)
- Buffalo Bill, Jr. – serie TV, 5 episodi (1955-1956)
- Annie Oakley – serie TV, 18 episodi (1954-1956)
- Broken Arrow – serie TV, 4 episodi (1957)
- The Gray Ghost – serie TV, un episodio (1957)
- Meet McGraw – serie TV, 2 episodi (1958)
- Le leggendarie imprese di Wyatt Earp (The Life and Legend of Wyatt Earp) – serie TV, 149 episodi (1955-1959)
- Ricercato vivo o morto (Wanted: Dead or Alive) – serie TV, un episodio (1959)
- Pony Express – serie TV, 6 episodi (1959-1960)
- The Aquanauts – serie TV, episodio 1x16 (1961)
- Tales of Wells Fargo – serie TV, 2 episodi (1961)
- The Tall Man – serie TV, 2 episodi (1962)
- Il magnifico King (National Velvet) – serie TV, 30 episodi (1961-1962)
- Sfida nella valle dei Comanche (Gunfight at Comanche Creek) (1963)
- Un equipaggio tutto matto (McHale's Navy) – serie TV, 2 episodi (1964)
- Flipper – serie TV, 4 episodi (1964-1965)
- Broadside – serie TV, 3 episodi (1964-1965)
- Get Smart - Un detective tutto da ridere (Get Smart) – serie TV, 5 episodi (1965-1966)